# Daria (gênero)
Daria é um gênero de mariposa pertencente à família Crambidae.